# Potentilla kamelinii
Potentilla kamelinii är en rosväxtart som beskrevs av Lazkov. Potentilla kamelinii ingår i Fingerörtssläktet som ingår i familjen rosväxter. Inga underarter finns listade i Catalogue of Life.